# Kleine Hitzeschockproteine
Kleine Hitzeschockproteine (engl. small heat shock proteins, kurz sHsps) sind Proteine mit Molekülmassen von 12 bis 42 kDa, die in allen Lebewesen vorkommen. Sie gehören zur Familie der Hitzeschockproteine, die bei Hitze und anderen zellulären Stresssituationen vermehrt gebildet werden. Kleine Hitzeschockproteine sind molekulare Chaperone, die nicht-native Substratproteine binden. Dadurch verhindern sie mögliche irreversible Proteinaggregation und tragen so dazu bei, dass Proteine während chemischer oder physikalischer Stresszustände, z. B. während eines Hitzeschocks, geschützt werden. Beim Menschen sind neun sHsps bestätigt; Mutationen in ihren Genen sind für mehrere seltene Erbkrankheiten verantwortlich (siehe Tabelle).
| Protein                | Gen (HGNC) | UniProt | Länge (AA) | Pathologie                                                                          |
| ---------------------- | ---------- | ------- | ---------- | ----------------------------------------------------------------------------------- |
| Hitzeschockprotein β-1 | HSPB1      | P04792  | 205        | Morbus Charcot-Marie-Tooth Typ 2F; Hereditäre motorisch-sensible Neuropathie Typ 2B |
| Hitzeschockprotein β-2 | HSPB2      | Q16082  | 182        |                                                                                     |
| Hitzeschockprotein β-3 | HSPB3      | Q12988  | 150        | Hereditäre motorisch-sensible Neuropathie Typ 2C                                    |
| α-Crystallin A-Kette   | CRYAA      | P02489  | 173        | Erblicher Katarakt                                                                  |
| α-Crystallin B-Kette   | CRYAB      | P02511  | 175        | Myopathie (MFM2); Erblicher Katarakt; Kongenitale Muskeldystrophie (MFMFIH-CRYAB)   |
| Hitzeschockprotein β-6 | HSPB6      | O14558  | 160        |                                                                                     |
| Hitzeschockprotein β-7 | HSPB7      | Q9UBY9  | 170        |                                                                                     |
| Hitzeschockprotein β-8 | HSPB8      | Q9UJY1  | 196        | Morbus Charcot-Marie-Tooth Typ 2L; Hereditäre motorisch-sensible Neuropathie Typ 2A |
| Hitzeschockprotein β-9 | HSPB9      | Q9BQS6  | 159        |                                                                                     |

Weiters unbestätigt:
- ODFP1 (sperm outer dense fiber protein) (HSPB10)
- HSPB11[4]

## Aufbau
Das konservierte Strukturmerkmal aller sHsps – die sogenannte alpha-Crystallin-Domäne – wurde aufgrund ihrer Ähnlichkeit zu α-A/B-Crystallin benannt. α-A/B-Crystallin sind wichtige humane Augenlinsenproteine. Diese konservierte, C-terminale Domäne ist typischerweise 80 bis 100 Aminosäuren lang und ist das charakteristische Merkmal dieser Proteinfamilie. Das Faltungsmotiv besteht aus β-Faltblättern und ähnelt in seiner Topologie dem sogenannten Immunglobulin-Faltungsmotiv (siehe Antikörper).
Sowohl die N-terminale Domäne, als auch das kurze C-terminale Ende der sHsps sind weder in Sequenz noch Länge konserviert und variieren zwischen den einzelnen Vertretern erheblich. Für α-Crystallin und murines HSP25 wurde durch NMR-Messungen gezeigt, dass die C-terminalen Erweiterungen flexibel sind. Einige sHSPs besitzen Phosphorylierungsstellen. Humanes HSP27 wird z. B. an Serinen verschiedener Positionen im Protein phosphoryliert (S15, S78 und S82).
Kleine Hitzeschockproteine bilden Oligomere von bis zu 800 kDa. Bei HSP27 scheint die Oligomerisierung durch die Phosphorylierung reguliert zu werden. Kleinere Oligomere von HSP27 scheinen eine zytoskelettstabilisierende Funktion zu haben, während große Oligomere eine Chaperonfunktion haben.

## Funktion
In ihrer Struktur und biologischen Funktion ähneln die sHsps einander. Zu den Funktionen der kleinen Hitzeschockproteinen zählen der Schutz vor dem programmierten Zelltod (Apoptose), die Stabilisierung des Zellskeletts (Zytoskelett) und die Unterstützung der korrekten Faltung anderer Proteine (Chaperon-Funktion). Einige Vertreter der sHsps sind Phosphoproteine, die von Mitgliedern der MAPKAPK-Familie phosphoryliert werden.
Einige Bakterien besitzen keine oder nur ein sHSP.